# Grand Ole Opry
Il Grand Ole Opry è un programma radiofonico settimanale di musica country e di concerti, che viene trasmesso dal vivo sulla radio WSM di Nashville (Tennessee), ogni venerdì e sabato sera e ,da marzo a dicembre, anche il martedì. 
È il più vecchio ininterrotto programma radiofonico degli Stati Uniti essendo in onda su WSM fin dal 5 ottobre 1925.
Si tratta di una delle sale da concerto più prestigiose degli Stati Uniti e, negli anni ha ospitato artisti del calibro di Johnny Cash, Garth Brooks, Jerry Lee Lewis, Hank Williams, Ricky Skaggs e numerosissimi altri.
Il Grand Ole Opry ha anche dei membri fissi, che sono degli artisti che si impegnano a partecipare più spettacoli nel corso dell'anno, tale riconoscimento è considerato una delle massime onorificenze per un musicista country.
Dedicato espressamente alla musica country e alla sua storia, lo show vede la partecipazione di artisti affermati ed esordienti nell'ambito di generi musicali quali country, bluegrass, folk, e gospel; inoltre sono previsti intermezzi comici e scenette musicali. Ogni anno lo show attrae centinaia di migliaia di visitatori da tutto il mondo e ha un seguito di milioni di ascoltatori via radio e internet.
L'attuale slogan della trasmissione è "The Show that Made Country Music Famous". Altri slogan promozionali utilizzati sono: "Home of American Music" e "Country's Most Famous Stage".
L'Opry può anche essere ascoltato su XM Radio channel 11 di Nashville e visto sul Great American Country tv network come Opry Live il sabato.

## Storia

### Inizi
Il Grand Ole Opry andò in onda la prima volta con il titolo WSM Barn Dance il 28 novembre 1925 dallo studio radiofonico situato al quinto piano del palazzo della National Life & Accident Insurance Company a Nashville. Il 2 novembre, la WSM aveva assunto come conduttore George D. "Judge" Hay, uno degli annunciatori radiofonici più celebri dell'epoca negli Stati Uniti. Hay lanciò la prima puntata di WSM Barn Dance ospitando il settantasettenne violinista Uncle Jimmy Thompson.
Alcuni degli artisti presenza fissa dello show durante questo primo periodo furono Bill Monroe, The Possum Hunters (con Dr. Humphrey Bate), The Fruit Jar Drinkers con Uncle Dave Macon, The Crook Brothers, The Binkley Brothers' Dixie Clodhoppers, Sid Harkreader, Deford Bailey, Fiddlin' Arthur Smith, e The Gully Jumpers.
Il titolo Grand Ole Opry venne utilizzato per la prima volta il 10 dicembre 1927. All'epoca, Barn Dance andava in onda dopo il programma della NBC Red Network Music Appreciation Hour, dedicato alla musica classica e lirica, presentato da Walter Damrosch. Da lì il gioco di parole tra "Opera" e "Opry" che tramutò il nome del programma in Grand Ole Opry.

### Anni trenta e quaranta

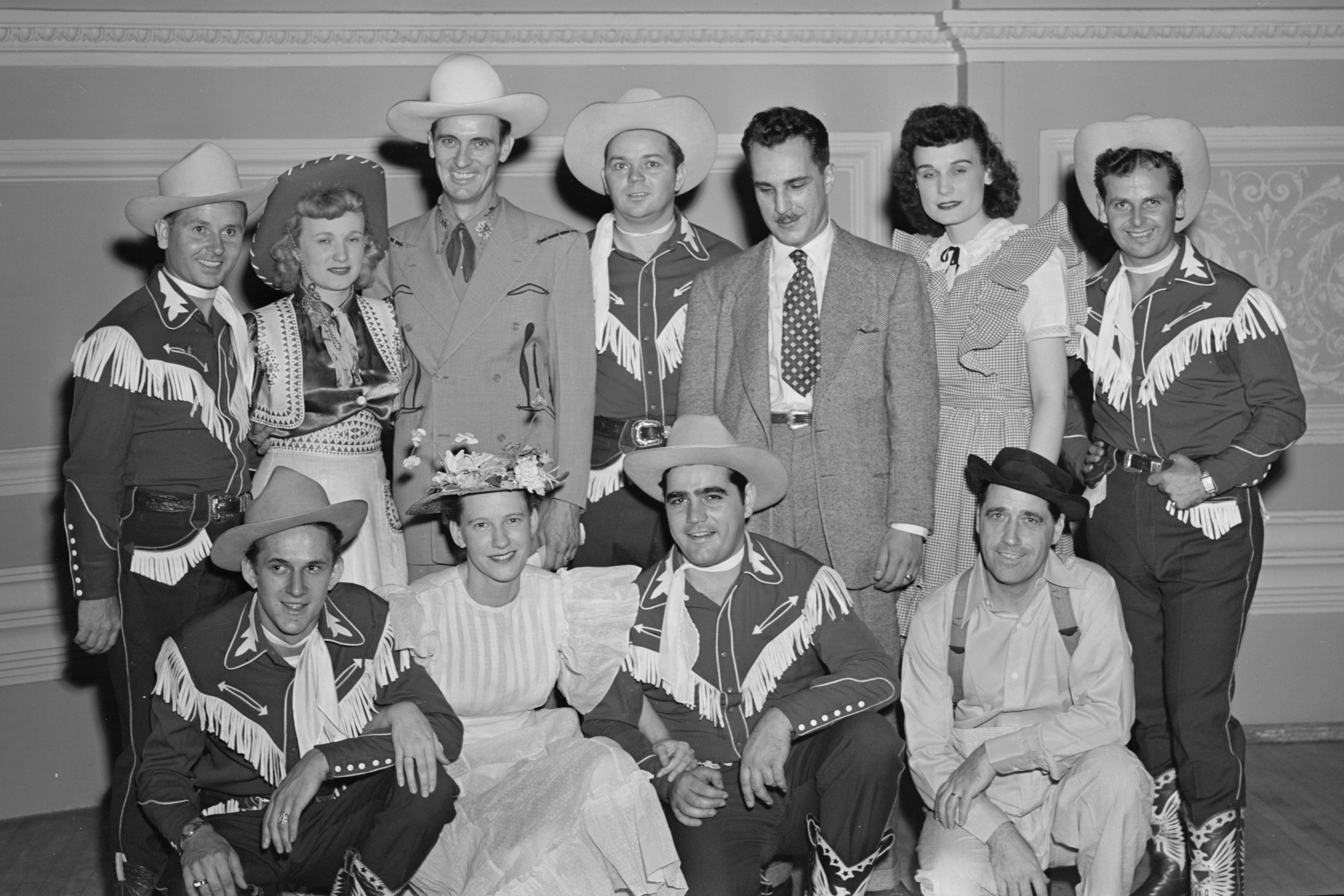
Shorty Warren, Rosalie Allen, Ernest Tubb, Cy Sweat, Dave Miller, Radio Dot, Smokey Warren, Dick Richards, Minnie Pearl, Bob McCoy, e Smokey Swan, Carnegie Hall, New York, N.Y., 18-19 settembre 1947

Con il passare del tempo il pubblico in sala che assisteva al programma iniziò ad aumentare sempre più, e quindi lo studio della National Life & Accident Insurance divenne troppo piccolo per contenere gli spettatori e fan del programma. Venne costruito uno studio più grande, ma non bastò neanche quello. Dopo svariati mesi, la National Life decise di concedere che il programma traslocasse dai propri uffici. Nell'ottobre 1934, il Grand Ole Opry si trasferì nel periferico Hillsboro Theatre; e successivamente (13 giugno 1936), al Dixie Tabernacle nella zona East di Nashville. Quindi lo show traslocò al War Memorial Auditorium. Infine, il 5 giugno 1943, il programma trovò la collocazione definitiva presso il Ryman Auditorium.

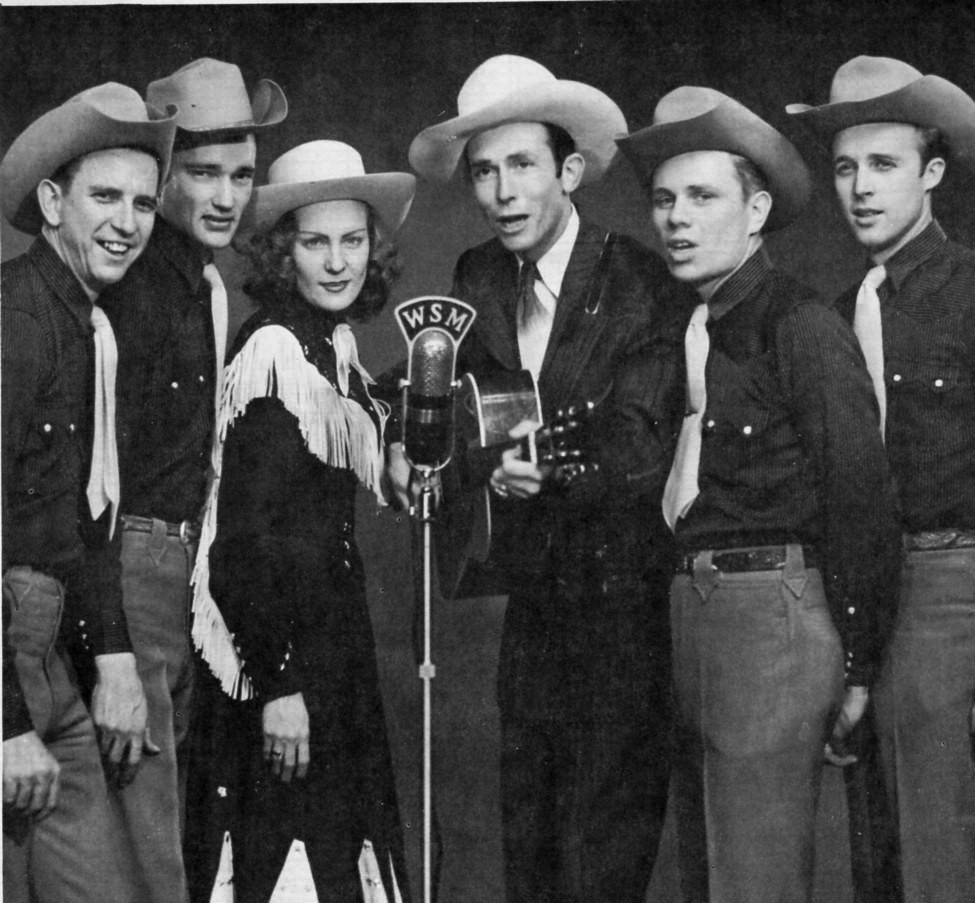
Hank Williams con i Drifting Cowboys

L'11 giugno 1949 Hank Williams debutta al Grand Ole Opry, e fu il primo cantante di tutti i tempi a cui furono richiesti ben sei bis.

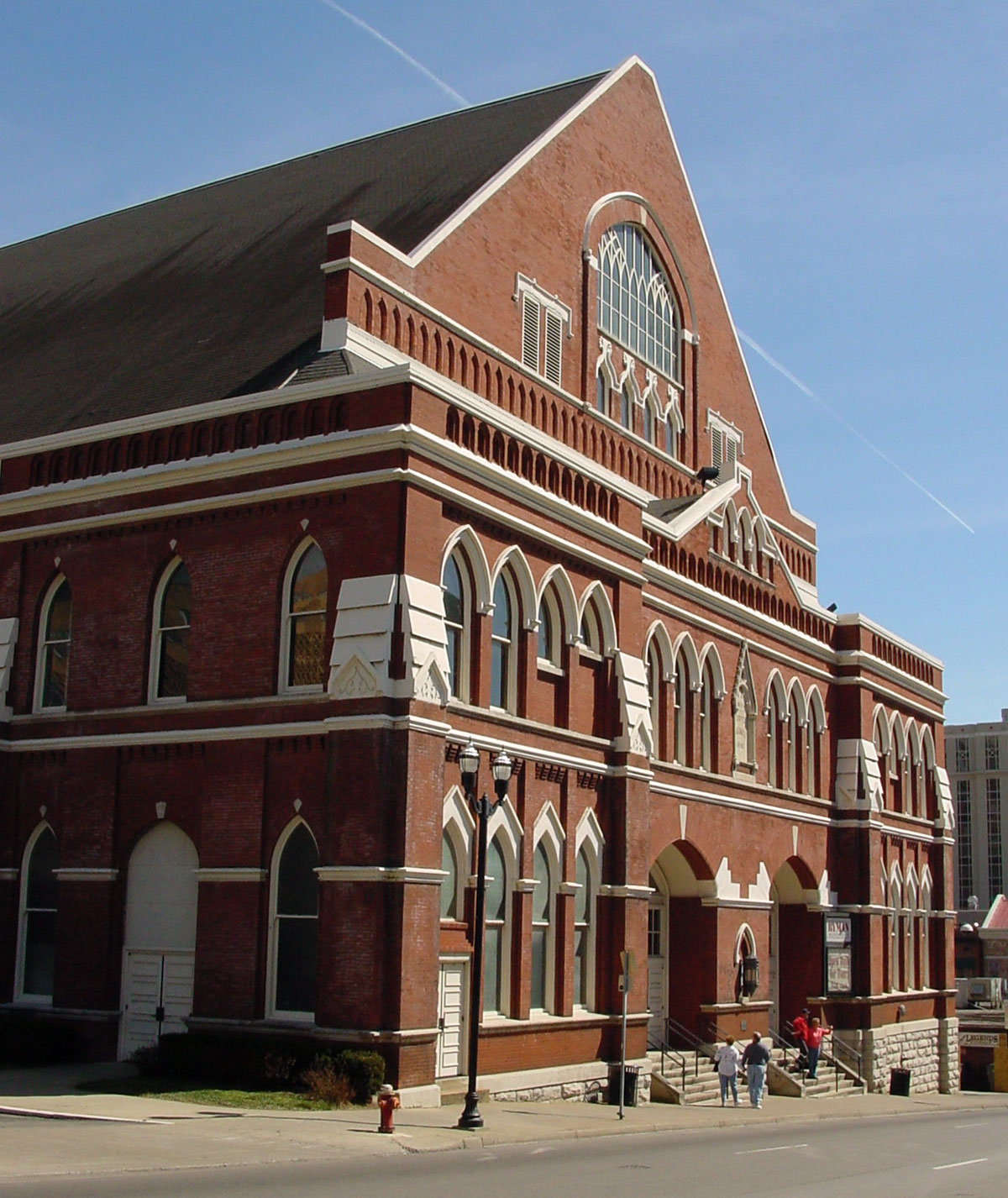
Il Ryman Auditorium, detto "Mother Church of Country Music"

### Anni cinquanta
In questo periodo lo show conobbe grande popolarità; vi si esibivano abitualmente Roy Acuff, Hank Williams, Webb Pierce, Ernest Tubb, Patsy Cline, Marty Robbins, Carter Family, T. Texas Tyler, Faron Young, Martha Carson, Lefty Frizzell, Minnie Pearl, Johnny Cash, e molti altri.
L'11 agosto 1952, Hank Williams viene licenziato dal Grand Ole Opry per ubriachezza abituale e per non essersi presentato a qualche show.
Il 2 ottobre 1954, un giovane Elvis Presley fece la sua unica partecipazione al Grand Ole Opry. Anche se il pubblico reagì abbastanza bene al suo rivoluzionario stile rockabilly, al termine dello show Jim Denny, uno dei dirigenti del programma, disse al produttore di Presley, Sam Phillips, che lo stile del cantante non era consono per il programma.
Il 7 luglio 1956 Johnny Cash debuttò al Grand Ole Opry e in quell'occasione conobbe la futura moglie June Carter. All'epoca Cash era ancora sposato con la prima moglie Vivian Liberto e la coppia aveva un figlio.

### Anni sessanta
Negli anni sessanta, mentre si diffondevano gli hippie e i movimenti contestatari, il Grand Ole Opry mantenne uno stile rigorosamente conservatore dove "capelloni" ed artisti "alternativi" non erano ben accetti. I Byrds furono l'eccezione che conferma la regola. Il pioniere del country rock Gram Parsons, all'epoca membro dei Byrds, si trovava a Nashville per lavorare all'album Sweetheart of the Rodeo. La casa discografica della band, la Columbia Records, essendo il primo disco dei Byrds prettamente country, decise di far esibire il gruppo nel tempio di questo stile musicale. Quindi ai Byrds fu concesso di esibirsi al Ryman il 15 marzo 1968, fatto che entusiasmò Parsons. Tuttavia, quando la band salì sul palco il responso del pubblico risultò immediatamente ostile, e gli spettatori iniziarono a fischiare e deridere i musicisti urlando loro: «tagliatevi i capelli!». Inoltre, i Byrds infransero il codice del programma suonando Hickory Wind, una composizione di Parsons, al posto di Life in Prison di Merle Haggard, come concordato in precedenza ed annunciato da Tompall Glaser.
Altro artista che ebbe dei problemi allo show, fu Jerry Lee Lewis, che, dopo vari anni di successi nelle classifiche country, fece la sua unica apparizione al programma il 20 gennaio 1973. L'accordo per la sua esibizione prevedeva due condizioni (niente rock and roll e niente parolacce), ma Lewis infranse entrambi i divieti suonando un mix di pezzi rock e country e ricorrendo ad un linguaggio osceno nel corso della sua esibizione della durata di 40 minuti. Si dice che Lewis, grande appassionato della musica country, fosse rimasto ferito dal modo nel quale era stato accolto a Nashville nel 1955, e che quindi avesse utilizzato la propria performance al Grand Ole Opry come una sorta di vendetta sull'industria musicale di Nashville.

### Anni settanta

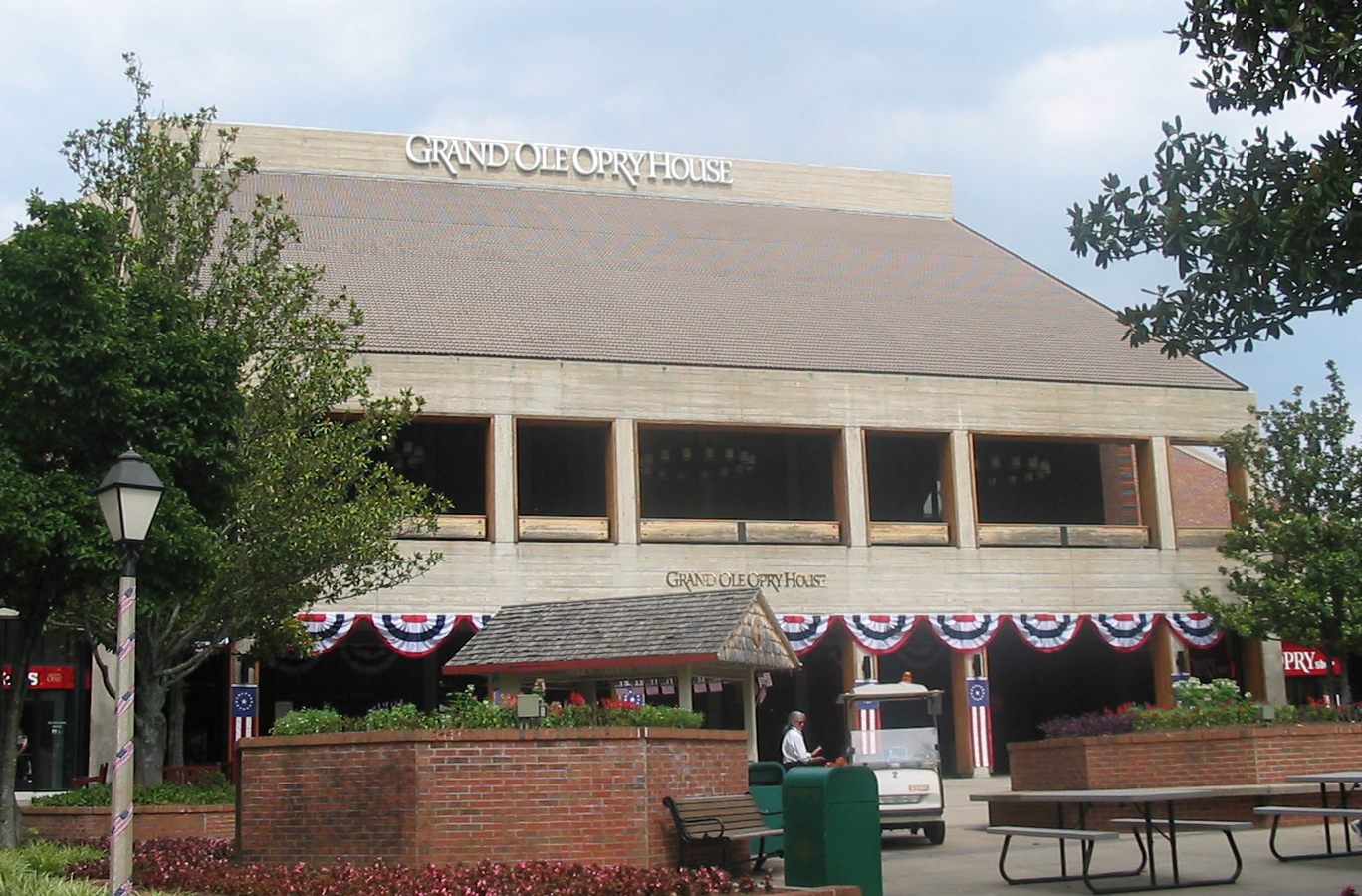
La Grand Opry House, nuova sede dello show fin dal 1974

Il Ryman Auditorium rimase la sede del Grand Ole Opry fino al 1974. Alla fine degli anni sessanta, la National Life & Accident decise di costruire una nuova e più grande location per lo show. Il Ryman, già vecchio di 51 anni all'epoca, iniziava a risentire del passare del tempo e del degrado urbano del quartiere. A tal proposito venne acquistata una fattoria di un produttore locale di salsicce sita a Pennington Bend fuori Nashville. Il nuovo Opry sarebbe stato il centro di un grande complesso dedito all'intrattenimento, che avrebbe incluso anche il parco a tema Opryland USA e l'Opryland Hotel.
Il parco tematico aprì al pubblico il 30 giugno 1972, mentre la nuova sede del Grand Ole Opry, detta Opry House, con una capienza di 4,000 spettatori, aprì quasi due anni dopo, il 16 marzo 1974.
Alla serata inaugurale presenziò anche il Presidente Richard Nixon, che si esibì in qualche canzone al pianoforte.
Nel 1997 il parco a tema venne chiuso e fu demolito.

### Periodi successivi
Dopo il trasferimento del Grand Ole Opry, il Ryman Auditorium rimase in disuso per circa vent'anni. Nonostante l'assenza di esibizioni, l'edificio rimase comunque un'attrattiva locale e rimase aperto per le visite guidate dei turisti. Nel 1991 e 1992, Emmylou Harris vi tenne una serie di concerti e pubblicò l'album At the Ryman. Il successo del disco richiamò l'attenzione verso le sorti dell'edificio che stava deteriorandosi. A partire dal settembre 1993, la Gaylord Entertainment si occupò del restauro del Ryman, che riaprì ufficialmente come sala da concerti il 4 giugno 1994.
Domenica 18 ottobre 1998, il Grand Ole Opry tenne un concerto di beneficenza al Ryman Auditorium, tornando sul posto per la prima volta dal 1974. Lo show venne ben accolto da fan, artisti, ed organizzatori, e così a partire dal novembre 1999, lo show ogni anno si trasferisce al Ryman Auditorium per un periodo di tre mesi.
Nel corso degli ultimi decenni, numerosi sono gli artisti che si sono esibiti al Grand Ole Opry, divenuto una vera e propria istituzione della musica popolare americana: Dolly Parton, Alan Jackson, Garth Brooks, Reba McEntire, Josh Turner, Carrie Underwood, Brad Paisley, Rascal Flatts, Dierks Bentley, Kacey Musgraves, Blake Shelton, e The Dixie Chicks.

### Inondazione del 2010
Nel maggio 2010, la Opry House, insieme a gran parte della città di Nashville, subì l'esondazione del fiume Cumberland. Mentre erano in corso i lavori di riparazione, lo show stesso non venne sospeso. Nel corso dell'estate del 2010, la trasmissione radiofonica si trasferì temporaneamente in vari locali di Nashville, mentre il Ryman Auditorium ospitò la maggior parte dei concerti. Altre location utilizzate furono: Tennessee Performing Arts Center, War Memorial Auditorium, Andrew Jackson Hall; Nashville Municipal Auditorium; Allen Arena presso Lipscomb University; e Two Rivers Baptist Church.
Lo show tornò stabilmente alla Opry House il 28 settembre 2010 in occasione di un'edizione speciale del Grand Ole Opry, intitolata Country Comes Home, che venne trasmessa in televisione.

## Membership
Gli artisti che si esibiscono regolarmente al Grand Ole Opry possono essere ammessi all'organizzazione in qualità di membri ufficiali. Lo status di membro può durare per tutta la carriera dell'artista e termina solo con la morte dello stesso. Sebbene molti leggendari artisti country abbiano visto revocare la propria membership (come Hank Williams per motivi disciplinari) o non l'abbiano mai accettata mentre erano in vita (come per esempio Conway Twitty), essere membro del Grand Ole Opry è considerato un onore equivalente all'ammissione nella Country Music Hall of Fame and Museum.